# Dryadites borneensis
Dryadites borneensis es una especie de coleóptero de la familia Endomychidae.

## Distribución geográfica
Habita en Sarawak y Sumatra.